# Aristochromis christyi
Aristochromis christyi is een straalvinnige vissensoort uit de familie van de cichliden (Cichlidae). De wetenschappelijke naam van de soort is voor het eerst geldig gepubliceerd in 1935 door Trewavas. Ze stammen af van Haplochromis maar onderscheidt zich daarvan door de kop die zijdelings sterk samengedrukt is. Hierdoor ontstaat de indruk dat de vis een snavel heeft. Ze kunnen tot 15 cm groot worden. De grondkleur is zilverachtig groen en de mannetjes hebben een blauwachtige weerschijn. Van de nek naar het midden van de inplant van de staartvin loopt een zwarte streep.
Op beide kaken hebben de dieren drie tot vier rijen met kleine conische tanden. Dit wijst op een dieet van kleinere vissen.